# Comes a Time
Comes a Time je deváté studiové album kanadského hudebníka Neila Younga, vydané v říjnu 1978 u vydavatelství Reprise Records. Nahráno bylo v různých studiích od listopadu 1975 do listopadu 1977 a o produkci se vedle Younga samotného starali Tim Mulligan (mimo píseň č. 7), Ben Keith (mimo písně č. 3, 4, a 8) a David Briggs (písně č. 3 a 4). V písních „Look Out for My Love“ a „Lotta Love“ jej doprovázela skupina Crazy Horse v sestavě Frank Sampedro (kytara), Billy Talbot (baskytara) a Ralph Molina (bicí). V ostatních písních jej doprovázeli jiní hudebníci. V hitparádě Billboard 200 se album umístilo na sedmé příčce.
Neil Young později odkoupil 200 000 kusů vinylových LP desek tohoto alba, protože nebyl spokojen s jeho zvukovou kvalitou, a využil je jako střešní krytinu své stodoly. Ke zhoršení kvality došlo poté, co byly pásky s nahrávkami odvezeny do New Yorku, kde měly být masterovány.

## Seznam skladeb
| Pořadí | Název                | Autor      | Délka |
| ------ | -------------------- | ---------- | ----- |
| 1.     | Goin' Back           | Neil Young | 4:43  |
| 2.     | Comes a Time         | Young      | 3:05  |
| 3.     | Look Out for My Love | Young      | 4:06  |
| 4.     | Lotta Love           | Young      | 2:38  |
| 5.     | Peace of Mind        | Young      | 4:11  |
| 6.     | Human Highway        | Young      | 3:09  |
| 7.     | Already One          | Young      | 4:53  |
| 8.     | Field of Opportunity | Young      | 3:08  |
| 9.     | Motorcycle Mama      | Young      | 3:08  |
| 10.    | Four Strong Winds    | Ian Tyson  | 4:07  |

## Obsazení
- Neil Young – kytara, harmonika, zpěv
- Frank Sampedro – kytara, klavír, zpěv (pouze v „Look Out for My Love“ a „Lotta Love“)
- Billy Talbot – baskytara, zpěv (pouze v „Look Out for My Love“ a „Lotta Love“)
- Ralph Molina – bicí, zpěv (pouze v „Look Out for My Love“ a „Lotta Love“)
- Tim Mulligan – saxofon
- Nicolette Larson – doprovodné vokály
- Ben Keith – kytara
- Karl Himmel – bicí
- Tim Drummond – baskytara
- Spooner Oldham – klavír
- Rufus Thibodeaux – housle
- Joe Osborn – baskytara
- Larrie Londin – bicí
- JJ Cale – kytara
- Farrel Morris – perkuse
- Rita Fey – autoharfa
- Grant Boatwright – kytara
- John Christopher – kytara
- Jerry Shook – kytara
- Vic Jordan – kytara
- Steve Gibson – kytara
- Dale Sellers – kytara
- Ray Edenton – kytara
- Shelly Kurland, Stephanie Woolf, Marvin Chantry, Roy Christensen, Gary Vanosdale, Carl Goroditzby, George Binkley, Steve Smith, Larry Harvin, Larry Lasson, Carol Walker, Rebecca Lynch, Virginia Ghristensen, Maryanna Harvin, George Kosmola, Martha Mccrory, Chuck Cochran – smyčcové nástroje